# تاپ (مجارستان)
تاپ (به مجاری:  Táp) یک سکونتگاه مسکونی در مجارستان است که در دیور-موشون-شوپرون واقع شده‌است.